# Phyllanthus luciliae
Phyllanthus luciliae är en emblikaväxtart som beskrevs av Maurice Schmid. Phyllanthus luciliae ingår i släktet Phyllanthus och familjen emblikaväxter. Inga underarter finns listade i Catalogue of Life.